# Episodi de Le streghe dell'East End (seconda stagione)
La seconda ed ultima stagione della serie televisiva Le streghe dell'East End (Witches of East End) è stata trasmessa in prima visione dalla rete televisiva statunitense Lifetime dal 6 luglio 2014 al 5 ottobre 2014
In Italia la stagione è stata trasmessa in prima visione sul canale satellitare Fox Life dal 15 gennaio al 9 aprile 2015.
| nº | Titolo originale                   | Titolo italiano      | Prima TV USA      | Prima TV Italia  |
| -- | ---------------------------------- | -------------------- | ----------------- | ---------------- |
| 1  | A Moveable Beast                   | L'avvertimento       | 6 luglio 2014     | 15 gennaio 2015  |
| 2  | The Son Also Rises                 | Riuniti              | 13 luglio 2014    | 22 gennaio 2015  |
| 3  | The Old Man and the Key            | Il marchio del Re    | 20 luglio 2014    | 29 gennaio 2015  |
| 4  | The Brothers Grimoire              | Il testamento        | 27 luglio 2014    | 5 febbraio 2015  |
| 5  | Boogie Knights                     | La mandragora        | 10 agosto 2014    | 12 febbraio 2015 |
| 6  | When a Mandragora Loves a Woman    | La connessione       | 17 agosto 2014    | 19 febbraio 2015 |
| 7  | Art of Darkness                    | L'arte delle tenebre | 24 agosto 2014    | 26 febbraio 2015 |
| 8  | Sex, Lies, and Birthday Cake       | Buon compleanno      | 7 settembre 2014  | 5 marzo 2015     |
| 9  | Smells Like King Spirit            | Il potere dell'odio  | 14 settembre 2014 | 12 marzo 2015    |
| 10 | The Fall of the House of Beauchamp | Il ritorno del Re    | 21 settembre 2014 | 19 marzo 2015    |
| 11 | Poe Way Out                        | Il gatto e l'ombra   | 28 settembre 2014 | 26 marzo 2015    |
| 12 | Box to the Future                  | Raggio di sole       | 5 ottobre 2014    | 2 aprile 2015    |
| 13 | For Whom the Spell Tolls           | Amore senza tempo    | 5 ottobre 2014    | 9 aprile 2015    |